# Samouco
Samouco is een plaats (freguesia) in de Portugese gemeente Alcochete en telt 2 788 inwoners (2001).